# Duane Denison
Duane Paul Denison (Michigan, 21 gennaio 1959) è un chitarrista statunitense.
Meglio conosciuto per aver suonato la chitarra elettrica nel gruppo noise rock The Jesus Lizard nel corso degli anni novanta.

## Biografia
Iniziò la sua carriera musicale studiando chitarra classica all'Eastern Michigan University, dove ebbe come maestri anche i rinomati chitarristi classici Christopher Parkening, Juan Serrano e Paul Warren. Allo stesso tempo, Denison rivolse la sua attenzione anche a generi musicali differenti come il jazz e il rock ascoltando gruppi come King Crimson, Roxy Music, Public Image Ltd., Magazine, e Killing Joke. 

### Jesus Lizard
Sul finire degli anni ottanta, Denison unì le proprie forze con gli ex-membri degli Scratch Acid David Yow (voce) e David Wm. Sims (basso), per formare a Chicago, il gruppo dei "Jesus Lizard". Inizialmente la band non aveva un batterista ed utilizzava una drum machine per le percussioni, solo dopo la pubblicazione del primo EP Pure al gruppo si aggiunse Mac McNeilly giusto in tempo per l'incisione dell'album di debutto, Head nel 1990. Seguirono altri album: Goat (1991), Liar (1992), Down (1994), attraverso i quali il gruppo si costruì una solida reputazione di rocker indipendenti guadagnandosi un ampio seguito di fan nell'ambito del rock underground. Nel 1995 i Jesus Lizard firmarono un contratto con la Capitol Records, ma dopo soli altri due album, Shot nel 1996 e Blue nel 1998, il gruppo si sciolse senza aver mai conquistato il vero successo commerciale. Denison continuò a suonare come musicista ospite in svariati dischi di altri artisti.

### Carriera successiva
Successivamente formò il Denison-Kimball Trio insieme all'ex batterista dei Mule James "Jim" Kimball (anche membro dell'ultima incarnazione dei Jesus Lizard), pubblicando tre album, Walls in the City, Soul Machine, e Neutrons. L'ex-Jesus Lizard suonò anche nella tour-band di Hank Williams III dal 1999 al 2001 e partecipò ad alcune registrazioni di Beverley Knight e Firewater. Denison si trasferisce a Nashville (Tennessee) per lavorare ad alcuni progetti. Dopo aver visto un travolgente concerto dei Mr. Bungle, gli viene presentato Mike Patton. Rimasto favorevolmente colpito dalle doti canore di Patton, Denison gli propose di formare insieme a lui una band. Nacquero così i Tomahawk. Il chitarrista portò in dote al progetto diverse sue composizioni nuove di zecca, e il gruppo accolse tra le sue file l'ex batterista degli Helmet John Stanier ed il bassista dei Melvins Kevin Rutmanis. L'omonimo disco di debutto della band venne pubblicato dall'etichetta di proprietà di Patton, la Ipecac Recordings, nel 2001.
Recentemente, Denison e l'ex-bassista dei Ministry Paul Barker hanno collaborato tra di loro per formare una nuova band, gli U.S.S.A.. Il gruppo ha pubblicato un album nel 2007, intitolato The Spoils.
Nel 2009 ha partecipato alla reunion dei Jesus Lizard, tornando a suonare a dieci anni di distanza con i vecchi compagni Yow, Sims, e McNeilly. Nel frattempo continua anche a suonare nei suoi svariati progetti con i Tomahawk, con i Silver Jews, e con i The Legendary Shack Shakers.
Attualmente Duane Denison risiede a Nashville, in Tennessee.